# Audio Therapy
Audio Therapy is een Brits platenlabel dat progressive house-muziek uitbrengt en in 2000 is opgericht door DJ Dave Seaman. In november 2007 heeft het label het even moeilijk als de distributeur over de kop gaat.

## Artiesten
- Andy Chatterley
- Behrouz
- Dave Seaman
- Dubfunk
- Erphun
- Glenn Morrison
- Infusion
- Jay Lumen
- Oliver Moldan
- Phil k
- Shlomi Aber
- Solaris Heights